# John Kim (acteur)
John Kim est un acteur australien, né le 10 janvier 1993 à Melbourne, en Australie. 
Il est connu essentiellement pour son rôle dans la série Flynn Carson et les Nouveaux Aventuriers (The Librarians), où il incarne Ezekiel Jones, un voleur narcissique et égocentrique au "bon cœur".

## Filmographie
- 2009 : Les Voisins (Neighbours) : Dale MacGregor
- 2010 : The Pacific : Soldat japonais de 14 ans
- 2014 - 2018 : Flynn Carson et les Nouveaux Aventuriers (The Librarians) : Ezekiel Jones (42 épisodes)
- 2019 - 2023 : Nancy Drew : Agent Park
- 2019 - 2021 : 9-1-1 : Albert Han
- 2019 - 2020 : Hawaii 5-0 : Tana Kai
- 2021 : Une affaire de détails : L'officier Henderson
- 2022 : Nos cœurs meurtris (Purple Hearts) d'Elizabeth Allen Rosenbaum : Toby
- 2023 : La Dernière chose qu'il m'a dite : Bobby Park
- 2024 : Cruel Intentions : Blaise Powell